# 川辺駅
川辺駅（かわべえき）は、秋田県由利本荘市矢島町川辺にある、由利高原鉄道鳥海山ろく線の駅である。

## 歴史
- 1938年（昭和13年）10月21日：鉄道省（国鉄）矢島線の羽後川辺駅として由利郡矢島町に開業[1]。
- 1961年（昭和36年）6月20日：貨物取り扱い廃止[3]。
- 1962年（昭和37年）：業務委託化[4][5]。
- 1971年（昭和46年）10月1日：荷物扱い廃止[6]。無人化[2][7]。ただし、翌年3月31日までは（日曜・祝日を除く）6時から15時半まで旅客扱い要員を1名配置する[8]。
- 1985年（昭和60年）10月1日：由利高原鉄道に移管[9]。川辺駅に改称[9]。

## 駅構造
単式ホーム1面1線を有する地上駅で無人駅である。

## 利用状況
| 1日乗降人員推移 | 1日乗降人員推移 |
| 年度            | 1日平均人数     |
| --------------- | --------------- |
| 2011年          | 91              |
| 2012年          | 83              |
| 2013年          | 81              |
| 2014年          | 83              |
| 2015年          | 62              |
| 2016年          | 59              |
| 2017年          | 53              |
| 2018年          | 40              |
| 2019年          | 28              |
| 2020年          | 27              |
| 2021年          | 25              |
| 2022年          | 28              |

## 駅周辺
- 子吉川
- 国道108号

### バス路線
- 羽後交通「川辺駅前」停留所

## 隣の駅
由利高原鉄道
■鳥海山ろく線
吉沢駅 - 川辺駅 - 矢島駅